# Martha Issová
 Martha Issová (ur. 22 marca 1981 w Pradze) – czeska aktorka filmowa i telewizyjna.

## Filmografia
- 2007: Sekrety
- 2008: Dzieci nocy
- 2009: Operacja Dunaj
- 2011: Idealne dni
- 2012: W cieniu
- 2012: Całujesz jak szatan
- 2015: Siedmiu zaklętych braci
- 2021: Zátopek jako Dana Ingrova-Zátopkova